# Mebarageszi
Mebarageszi (en mme-barag-ge4-si) a sumer királylista szerint Kis, az I. kisi dinasztia utolsó előtti királya. A lista szerint ő az, „aki Elám ország fegyvereit zsákmányként elhozta”. Enmebarageszi néven is ismert. Egy másoló írnok, aki a sumer királylistát készítette, valószínűleg felcserélte az embert jelentő determinatívumot és az en címet, így az en-tag a név részévé vált. Mebarageszinek két feliratát is felfedezték, az egyiket egy vázán, a másikat a Bagdadtól keletre fekvő Tutub (ma Khafádzsa, Irak) Ovális-templomában, ami a kora dinasztikus kor III. periódusára keltezhető. Így Mebarageszi a királylista legkorábbi uralkodója, akiről régészeti bizonyítékunk van, de e bizonyítékok csak a Mebarageszi nevet erősítik meg, az Enmebarageszi változatot nem.
Enmebarageszit említi a Gilgames-eposz egyik darabja, a Gilgames és Agga, amely szerint Agga apja, ezt megerősíti a királylista is.